# Glacier Riggs
Pour les articles homonymes, voir Riggs.
Le glacier Riggs est un glacier du parc national de Glacier Bay dans l'État américain de l'Alaska. Il naît sur le versant méridional des monts Takhinsha, à 6 km au sud-est du mont Harris et s'épanche vers le sud-sud-est à la tête de Muir Inlet, 69 km au sud-ouest de la ville de Skagway.
Il a été nommé par la Société américaine de géographie en 1947 en l'honneur de Thomas Riggs, Jr., gouverneur de l'Alaska de 1918 à 1921.